# Rudolf Clausius
 Rudolf Julius Emmanuel Clausius  (Koszalin, Regne de Prússia, 2 de gener del 1822 - Bonn, 24 d'agost del 1888), fou un físic i matemàtic prussià i és considerat un dels fundadors central de la ciència de la termodinàmica. En la seva nova formulació dels principis coneguts com a cicles de Carnot, va proposar la teoria de la calor sobre una base més sòlida i més veritable. El seu llibre més important sobre la teoria mecànica de la calor fou publicat el 1850, en què va establir per primera vegada les idees bàsiques de la segona llei de la termodinàmica. El 1865, va introduir el concepte d'entropia.

## Vida
Rudolf Clausius va néixer a Köslin (actualment, Koszalin) a la província prussiana de Pomerània. Va començar la seva educació a l'escola del seu pare i després d'uns anys, va assistir al Gymnasium (centre d'ensenyament secundari) a Stettin (actualment, Szczecin). Clausius es va graduar en la Universitat de Berlín el 1844, on van estudiar matemàtiques i física, entre d'altres, Heinrich Magnus, Johann Dirichlet i Jakob Steiner. També va estudiar Història amb Leopold von Ranke.
El 1847, va obtenir el seu doctorat de la Universitat de Halle sobre els efectes òptics en l'atmosfera de la Terra. Després es va convertir en professor de física en l'Artilleria Reial i Escola d'Enginyeria a Berlín i Privatdozent a la Universitat de Berlín. El 1855, es va convertir en professor de l'Institut Federal Suís de Tecnologia de Zúric, on va romandre fins al 1867. Durant aquest any, es va traslladar a Würzburg i dos anys després, el 1869, a Bonn.
El 1870, Clausius va organitzar un cos d'ambulàncies en la Guerra Francoprussiana. Va ser ferit en batalla, la qual cosa el deixà amb una discapacitat permanent. Va ser guardonat amb la Creu de Ferro pels seus serveis.
La seva dona, Adelheid Rimpham, va morir en donar a llum el 1875, deixant-lo per criar els seus sis fills. Va continuar ensenyant, però va tenir menys temps per a la investigació a partir de llavors. El 1886, es va tornar a casar amb Sophie Stack, i després va tenir un altre fill. Dos anys més tard, el 24 agost 1888 va morir a Bonn, Alemanya.

## Treball
La tesi de Clausius sobre la refracció de la llum proposa que veiem un cel blau durant el dia, i diversos tons de vermell a l'alba i al capvespre (entre altres fenòmens), a causa de la reflexió i refracció de la llum. Més tard, Lord Rayleigh demostraria que ocorria en realitat a causa de la dispersió de la llum, però tot i això, Clausius hi utilitza un enfocament molt més matemàtic que els seus predecessors.
El seu paper més famós, Über die der Kraft bewegende Warm (Sobre la força motriu de la calor i les lleis de calor que potser va deduir) es va publicar el 1850 i es referia a la teoria mecànica de la calor. En aquest treball, va demostrar que existia una contradicció entre el principi de Carnot i el concepte de conservació de l'energia. Clausius va reiterar les dues lleis de la termodinàmica per superar aquesta contradicció, i la tercera llei de la termodinàmica va ser desenvolupada per Walther Nernst entre els anys 1906-1912. Aquest treball el va fer famós entre els científics.
Durant 1857, Clausius va contribuir al camp de la teoria cinètica després de refinar el senzill model de gas cinètic d'August Krönig, incloent-hi moviments moleculars translacionals, rotacionals i vibracionals. En aquest mateix treball, va introduir el concepte de recorregut lliure mitjà d'una partícula.
Clausius dedueix l'equació de Clausius-Clapeyron de la termodinàmica, que és una manera de caracteritzar la fase de transició entre dos estats de la matèria, com ara sòlid i líquid, i havia estat desenvolupat originalment el 1834 per Émile Clapeyron.

## Entropia
El 1865, Clausius primer va donar una versió matemàtica del concepte d'entropia i li va donar el seu nom, utilitzant la unitat ara abandonada Clausius (símbol: Cl). Per a l'entropia. Clausius va triar la paraula "entropia", perquè el significat, del grec, en+tropein, és 'contingut transformador' o 'transformació de continguts':
1 Cl = 1 cal/° C = 4,1868 joules per kelvin (J/K).

## Homenatges
- Va ser elegit membre de la Royal Society de Londres el 1868 i va rebre la medalla Copley l'any 1879.
- Va ser elegit membre de la Reial Acadèmia Sueca de Ciències l'any 1878.
- Va rebre la Medalla Huygens el 1870.
- Va rebre el Premi Poncelet l'any 1883.
- Va rebre un doctorat honorífic de la Universitat de Würzburg l'any 1882.
- El cràter Clausius de la Lluna va ser anomenat en el seu honor.